# 4 3 2 1 (роман)
4 3 2 1 — роман Пола Остера, опубликованный в январе 2017 года.
На момент публикации это был первый роман Остера, появившийся за последние семь лет.
Остер работал над книгой семь дней в неделю в течение трёх лет и писал её от руки. Роман, занимающий 866 страниц, намного длиннее всех его предыдущих произведений. В сентябре 2017 года он был включен в шорт-лист Букеровской премии 2017 года.

## Краткое содержание сюжета
Роман представляет собой историю Арчи Фергюсона, рассказанную в четыре разных времени и в четырех разных версиях. Каждая из семи глав книги разделена на четыре части (1.1, 1.2, 1.3, 1.4, 2.1 и т.д.), которые представляют собой различные версии его жизни. В каждой из версий Фергюсон (так его называют в книге) растёт с еврейскими родителями из среднего класса, Стэнли и Роуз, а также со многими теми же друзьями, включая Эми Шнайдерман, его девушку/друга. Однако отношения меняются с каждой версией Фергюсона. В силу индивидуальных обстоятельств их жизни идут совершенно разными путями. История рассказывает о его домашней жизни и учёбе в колледже, о его любовной жизни и политических идеях. В зависимости от версии своей жизни Фергюсон сталкивается с различными проблемами идентичности. Действие романа происходит в Ньюарке (штат Нью-Джерси), Нью-Йорке, Париже и Лондоне в 1950-х и 1960-х годах. По мере того, как Арчи взрослеет, происходят такие события, как война во Вьетнаме, движение за гражданские права, выборы и убийство Кеннеди, бегство белых из Ньюарка.

## Отзывы
Во время публикации в январе и феврале 2017 года книга получила смешанные отзывы, причём с сильно расходящимися мнениями. Том Перротта из The New York Times написал: «4 3 2 1 — это произведение с непомерными амбициями и замечательным мастерством, монументальный сборник конкурирующих и дополняющих друг друга вымыслов, роман, который содержит в себе множество».
Мишель Дин, пишущая для Los Angeles Times, резко критиковала исполнение книги, назвав её «тягомотиной», «дверным ограничителем» и «плохой шуткой».
С другой стороны, Дэвид Таками в The Seattle Times высоко оценил исполнение Остера как «блестяще задуманное», «блестящий компендиум бурных 1960-х годов», с множеством «описательных жемчужин», которые невозможно перечислить: «На самом деле, развитие и смешение четырёх версий Арчи Фергюсона не только освещает и усиливает его характер, но и придаёт повествованию ту силу очарования, которая поддерживает читателя на протяжении всей книги».
Роман достиг 13-го места в списке бестселлеров The New York Times.